# Ian Barbour
Ian Graeme Barbour (Pekín, China, 1923 - 24 de diciembre de 2013) fue un físico, teólogo, escritor y ganador del Premio Templeton 1999 para el Progreso de la Religión. 
También fue el Winifred Atherton Bean y profesor Emérito de Ciencia, Tecnología y Sociedad en Carleton College en Northfield, Minnesota.
Como un conocido pionero en el creciente campo de la Ciencia y la Religión, el Dr. Barbour estableció su reputación como un erudito interdisciplinar a través de su influyente libro, Issues In Science And Religion (Problemas de la Ciencia y Religión), publicado por primera vez en 1965. Desde entonces ha escrito muchos otros libros y artículos. Por ejemplo, desde 1973 su libro Myths, Models And Paradigms (Mitos, modelos y paradigmas) ha servido como una herramienta útil para aquellas personas que desean estudiar las metodologías y enfoques de los científicos y estudiosos de la religión. 
Como resultado de sus conferencias Gifford (1989-1991), el Dr. Barbour también publicó Religion In An Age Of Science (Religión en la era de la Ciencia) y Ethics In An Age Of Technology (Ética en la era de la Tecnología). Posteriormente, en 1997, su libro titulado Religion And Science: Historical And Contemporary Issues (Religión y Ciencia: cuestiones históricas y actuales) ha sido utilizado a menudo como libro de texto. 
También escribió el libro When Science Meets Religion: Enemies, Strangers Or Partners?  (Cuando la Ciencia se reúne con Religión: ¿enemigos, extraños o socios?).
En 1988 introdujo los cuatro enfoques que se habían seguido a lo largo de la historia para abordar las relaciones entre ciencia y teología, tipología que se ha convertido en canónica, con variantes, modificaciones e incluso discrepancias aparentes. Esas cuatro posturas son de conflicto, independencia, diálogo e integración. Reelaboró esa clasificación en diversas ocasiones hasta llegar a la recogida en Nature, Human Nature, and God. Recapitula aquí también su visión teológica de la evolución, la genética, las neurociencias, la naturaleza de Dios y la bioética.
Según Barbour, conciben antagónicas la fe y la ciencia los partidarios de la interpretación literal del relato del Génesis (creacionistas fundamentalistas, un movimiento restringido a los Estados Unidos) y los defensores del materialismo científico que declaran la incompatibilidad entre evolución y fe. Abogan por la tesis de la independencia los que confinan religión y ciencia a sendos compartimentos estancos, distintos y complementarios. La ciencia se ocuparía del cómo operan las cosas del mundo y descansaría en datos objetivos y públicos, en tanto que la religión se ceñiría al ámbito de los valores y al significado de la vida personal. No hay conflicto, pero tampoco una interacción constructiva entre ambos dominios; cada una posee sus propios métodos y su lenguaje genuino. Esta tesis la ha divulgado entre nosotros el paleontólogo S. J. Gould con su teoría de los dos magisterios. Se busca el diálogo entre la ciencia y la religión cuando se investigan zonas de convergencia en temas (cuestiones fronterizas), métodos (uso de la analogía) y conceptos (demostración), sin renunciar a sus peculiaridades diferenciales genuinas. Por último, la integración se ha entendido en el sentido de una teología natural, que encuentra en la ciencia una prueba (o un indicio sugerente al menos) de la existencia de Dios, o en el sentido de una compatibilidad flexible de contenidos. La integración podría asimilarse a lo que otros llaman interacción.

## Obras
- Barbour, Ian G. (2004). El encuentro entre ciencia y religión: ¿rivales, desconocidas o compañeras de viaje?. Editorial Sal Terrae. ISBN 978-84-293-1547-9.
- — (1972). Problemas de Religión y Ciencia. Editorial Sal Terrae. ISBN 978-84-293-0001-7.
- — (2004). Religión y ciencia. Editorial Trotta. ISBN 978-84-8164-681-8.
- — (1980). Technology, Environment, and Human Values (en inglés). Praeger. ISBN 9780275914837.[11]
- — (2002). Nature, Human Nature, and God. Fortress Press. ISBN 9781451409857.
- — (2013). When Science Meets Religion: Enemies, Strangers, or Partners?. HarperCollins. ISBN 9780062273772.
- — (2013). Religion and Science. HarperCollins. ISBN 9780062277213.
- — (2013). Myths, Models and Paradigms. HarperCollins. ISBN 9780062276421.
- — (2013). Religion in an Age of Science: The Gifford Lectures, Volume One. HarperCollins. ISBN 9780062287243.
- — (2013). Ethics in an Age of Technology: Gifford Lectures, Volume Two. HarperCollins. ISBN 9780062275677.

- Robert J. Russell, ed. (2004). Fifty Years in Science and Religion: Ian G. Barbour and His Legacy. Ashgate Publishing. ISBN 9780754641186.